# Alan R. Saltiel

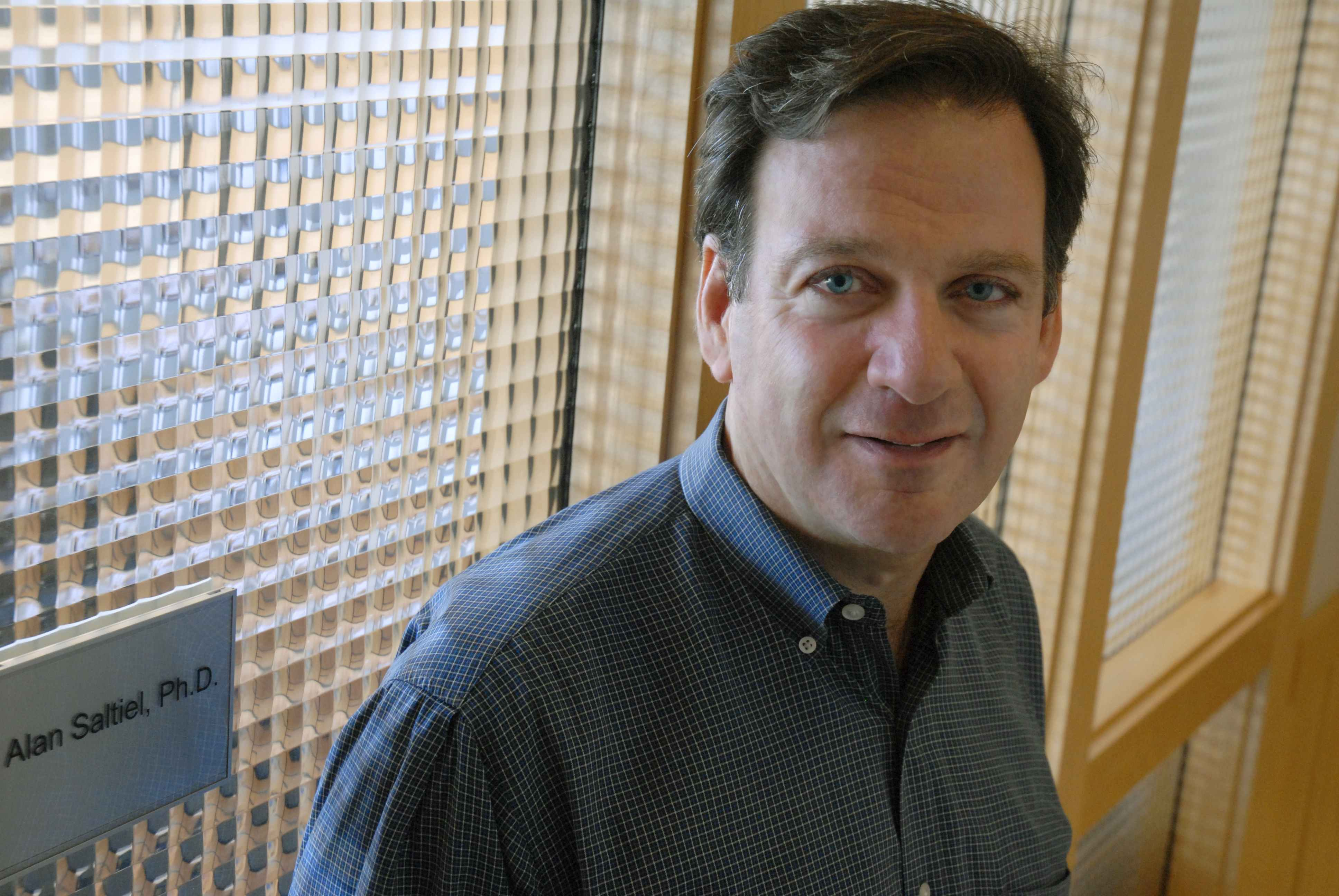
Alan R. Saltiel (2007)

Alan Robert Saltiel (* 29. November 1953 in New Brunswick, New Jersey) ist ein US-amerikanischer Biochemiker, der sich vor allem mit Diabetes mellitus und dem Insulin-System beschäftigt.
Saltiel studierte an der Duke University (Bachelor-Abschluss 1975) und wurde 1980 an der University of North Carolina in Biochemie promoviert. Danach war er bis 1984 Forscher beim Pharmakonzern Burroughs-Wellcome (bei Pedro Cuatrecasas) und 1984 bis 1990 Assistant Professor an der Rockefeller University. Von 1990 bis 1996 war er Leiter der Abteilung Signal Transduction bei der Parke-Davis Pharmaceutical Research Division von Warner-Lambert und 1996 bis 2000 Leiter der Abteilung Zellbiologie. Seit 2001 ist er Direktor des Life Sciences Institute der University of Michigan und Professor an der Medical School der University of Michigan.
Er untersuchte die unmittelbaren Mechanismen der Zellreaktion und Signalwege nach dem Andocken von Insulin, aber auch EGF und Nervenwachstumsfaktor an die Zelle. Insbesondere interessiert er sich für mögliche Fehlfunktionen im Signalweg von Insulin, die Diabetes auslösen können. Zum Beispiel entdeckte er mit seiner Gruppe neben dem PI-3-Kinase Signalweg einen weiteren über das SH2-Adapterprotein APS (siehe Insulinrezeptor). Sie identifizierten auch verschiedene am Signalweg beteiligte G-Proteine (TC 10).
Er untersuchte als möglichen Mechanismus der Ausbildung von Diabetes bei Übergewicht (Adiposis) die Rolle von speziellen Makrophagen im Fettgewebe (Adipose tissue macrophages, ATM), ausgehend von der Überlegung, dass Fettleibigkeit einen Zustand latenter Entzündung (auf niedrigem Niveau) im Körper verursacht.
Saltiel erhielt den Rosalyn Yalow Research and Development Award der American Diabetes Association und 1990 den John J. Abel Award. Er ist seit 1981 verheiratet und hat drei Kinder.

## Schriften
- mit C. R. Kahn Insulin signalling and the regulation of glucose and lipid metabolism, Nature, Band 414, 2001, S. 799–806